# Radeon R580
Le Radeon R580 est le processeur graphique équipant les cartes graphiques Radeon X1900. Il succède au R520, dont il reprend un certain nombre de caractéristiques. Comme lui, il implémente les fonctions d'accélération 3D de DirectX 9.0.
Il a été conçu par ATI et fabriqué par TSMC, à l'aide d'une photolithographie dont la précision atteint 90 nm.
Il est équipé de 16 pipelines de pixels, chacun composé de 3 unités de pixels.